# 伊斯法罕县

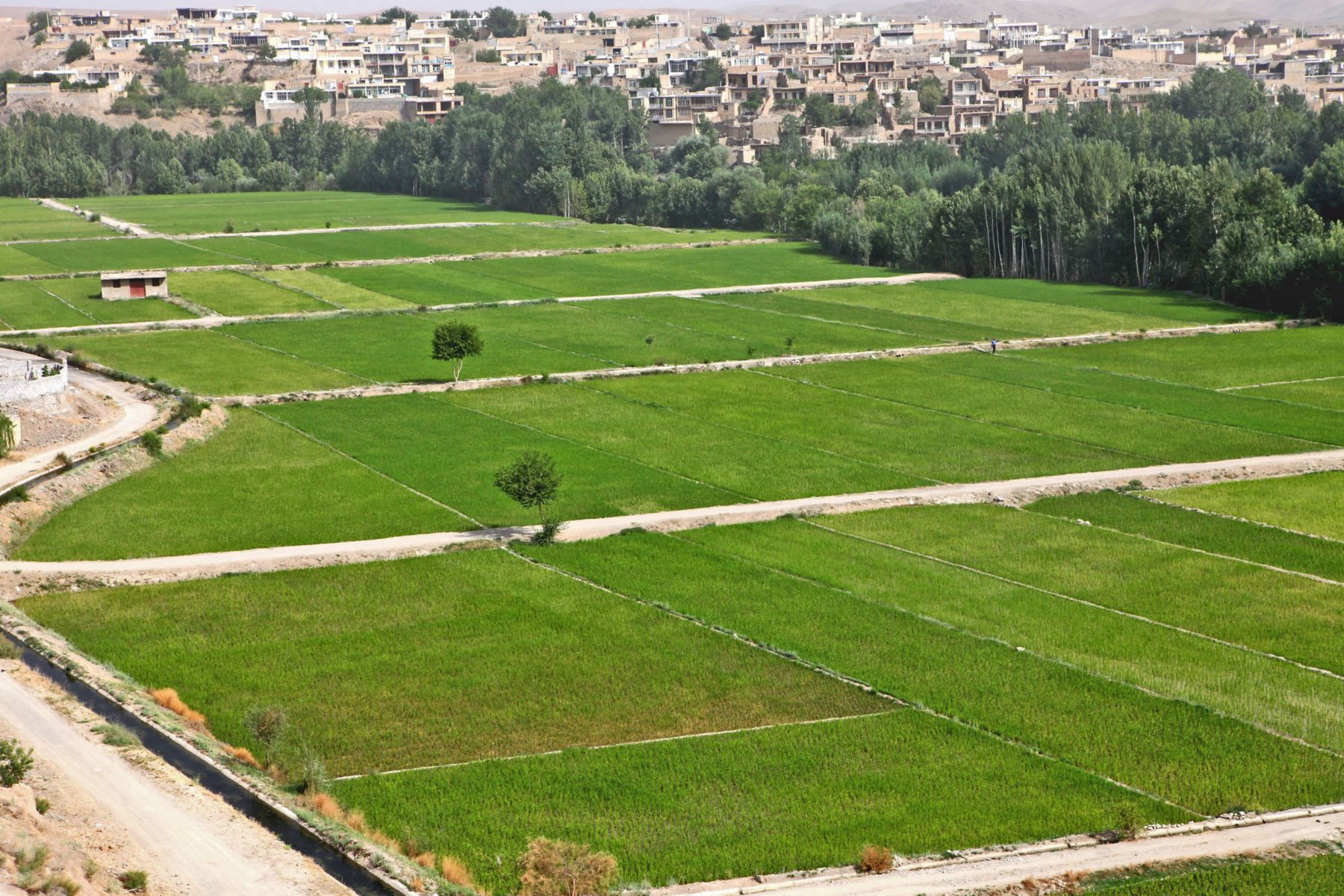
伊斯法罕縣的稻田景觀

伊斯法罕县 (波斯語：شهرستان اصفهان）是位於伊朗伊斯法罕省的一個縣。其行政中心位於伊斯法罕。伊斯法罕县的主要宗教是伊斯兰教什叶派十二伊玛目派。絕大多數的人說的是波斯語。